# Stephan Hansen
Stephan Hansen (né le 19 juin 1995) est un archer danois.

## Biographie
Hansen remporte son premier podium mondial lorsqu'il remporte le bronze dans la catégorie de moins de 18 ans dans les championnats du monde de 2011 à Legnica. En 2013, il remporte sa première médaille en coupe du monde. Il s'agit d'une médaille d'or à l'épreuve par équipe homme dans l'étape de Antalya. Cette même année, il devient pour la première fois champion du monde alors qu'il remporte la compétition par équipe homme aux championnats du monde de tir à l'arc 2013. En 2013 également, il monte pour la première fois sur le podium des championnats d'Europe en salle avec un bronze à l'épreuve par équipe homme. En 2015, il remporte la finale de la coupe du monde en équipe mixte avec Erika Anear.

## Palmarès
- Championnats du monde[1]
  -  Médaille de bronze à l'épreuve par équipe homme aux championnats du monde junior de 2011 à Legnica dans la catégorie moins de 18 ans.
  -  Médaille de bronze à l'épreuve par équipe mixte aux championnats du monde junior de 2011 à Legnica dans la catégorie moins de 18 ans.
  -  Médaille d'or à l'épreuve individuelle homme aux championnats du monde junior de 2011 à Legnica dans la catégorie moins de 18 ans.
  -  Médaille d'or à l'épreuve par équipe homme aux championnats du monde de 2013 à Belek (avec Martin Damsbo et Patrick Laursen).
  -  Médaille d'or à l'épreuve individuelle homme aux championnats du monde junior de 2013 à Wuxi dans la catégorie moins de 21 ans.
  -  Médaille d'argent à l'épreuve par équipe mixte aux championnats du monde junior de 2015 à Yankton dans la catégorie moins de 21 ans.
  -  Médaille d'or à l'épreuve individuelle homme aux championnats du monde junior de 2015 à Yankton dans la catégorie moins de 21 ans.
  -  Médaille de bronze à l'épreuve par équipe homme aux championnats du monde de 2015 à Copenhague (avec Martin Damsbo et Patrick Laursen).
  -  Médaille d'or à l'épreuve individuelle homme aux championnats du monde de 2015 à Copenhague.
  -  Médaille d'argent à l'épreuve individuelle homme aux championnats du monde de 2017 à Mexico.

- Championnats du monde en salle[1]
  -  Médaille de bronze à l'épreuve individuelle homme aux championnats du monde en salle de 2014 à Nîmes.
  -  Médaille d'argent à l'épreuve par équipe homme aux championnats du monde en salle de 2014 à Nîmes (avec Martin Damsbo et Patrick Laursen).
  -  Médaille d'argent à l'épreuve par équipe homme aux championnats du monde en salle de 2016 à Ankara (avec Martin Damsbo et Patrick Laursen).

- Championnats du monde campagne[1]
  -  Médaille d'argent à l'épreuve individuelle homme aux championnats du monde campagne de 2016 à Dublin.

- Coupe du monde[1]
  -  Médaille d'or à l'épreuve par équipe homme à la coupe du monde 2013 de Antalya.
  -  Médaille d'or à l'épreuve par équipe homme à la coupe du monde 2014 de Wrocław.
  -  Médaille d'or à l'épreuve par équipe homme à la coupe du monde 2015 de Shanghai.
  -  Médaille d'argent à l'épreuve par équipe homme à la coupe du monde 2015 de Antalya.
  -  Médaille d'or à l'épreuve par équipe mixte à la coupe du monde 2015 de Antalya.
  -  Médaille d'or à l'épreuve par équipe mixte à la coupe du monde 2015 de Wrocław.
  -  Médaille d'or à l'épreuve par équipe homme à la coupe du monde 2015 de Wrocław.
  -  Coupe du monde par équipe mixte à la coupe du monde 2015 à Mexico.
  -  Médaille de bronze à l'épreuve par équipe homme à la coupe du monde 2016 de Antalya.
  -  Coupe du monde par équipe mixte à la coupe du monde 2016 à Odense.
  -  Médaille d'or à l'individuelle homme à la coupe du monde 2017 de Shanghai.
  -  Médaille d'argent à l'épreuve par équipe mixte à la coupe du monde 2017 de Shanghai.
  -  Médaille d'or à l'épreuve par équipe homme à la coupe du monde 2017 de Antalya.
  -  Médaille d'or à l'épreuve par équipe mixte à la coupe du monde 2017 de Antalya.
  -  Médaille d'argent à l'épreuve individuelle homme à la coupe du monde 2017 de Salt Lake City.
  -  Médaille d'argent à l'épreuve individuelle homme à la coupe du monde 2017 de Berlin.
  -  Médaille d'argent à l'épreuve par équipe homme à la coupe du monde 2017 de Berlin.
  -  Médaille de bronze à l'épreuve par équipe mixte à la coupe du monde 2017 de Berlin.
  -  2e à la Coupe du monde à l'épreuve individuelle homme à la coupe du monde 2017 à Rome.
  -  Coupe du monde à l'épreuve par équipe mixte à la coupe du monde 2017 à Rome.

- Coupe du monde en salle[1]
  -  Médaille d'or à l'épreuve individuelle homme à la coupe du monde en salle 2015 de Marrakech.
  -  Médaille d'or à l'épreuve individuelle homme à la coupe du monde en salle 2016 de Marrakech.
  -  Médaille d'or à l'épreuve individuelle homme à la coupe du monde en salle 2016 de Nîmes.
  -  Médaille d'or à l'épreuve individuelle homme à la coupe du monde en salle 2016 de Las Vegas.

- Championnats d'Europe[1]
  -  Médaille d'or à l'épreuve par équipe homme aux championnats d'Europe de 2016 à Nottingham.
  -  Médaille d'or à l'épreuve individuelle homme aux championnats d'Europe de 2016 à Nottingham.

- Championnats d'Europe en salle[1],[2]
  -  Médaille de bronze à l'épreuve par équipe homme aux championnats d'Europe en salle de 2013 à Rzeszów.
  -  Médaille de bronze à l'épreuve individuelle homme aux championnats d'Europe en salle de 2013 à Rzeszów.
  -  Médaille de bronze à l'épreuve par équipe homme aux championnats d'Europe en salle de 2015 à Koper.
  -  Médaille d'argent à l'épreuve individuelle homme aux championnats d'Europe en salle de 2015 à Koper.
  -  Médaille de bronze à l'épreuve individuelle homme aux championnats d'Europe en salle de 2017 à Vittel.

- Jeux mondiaux[1]
  -  Médaille d'or à l'épreuve individuelle homme aux Jeux mondiaux de 2017 de Wrocław.
  -  Médaille d'or à l'épreuve par équipe mixte aux Jeux mondiaux de 2017 de Wrocław.